# Ministeri del governo italiano soppressi o accorpati
Il seguente elenco riporta la lista dei vari Ministeri del Governo Italiano esistiti dall'unità d'Italia, nel 1861, sino a tempi recenti che sono stati soppressi per legge o accorpati ad altri dicasteri. In fondo la tabella dei dicasteri oggi attivi.

## Ministero dell'aeronautica

Palazzo Aeronautica negli anni '30

Istituito il 30 agosto 1925 dal Governo Mussolini, il Ministero dell'aeronautica si occupava dell'Aeronautica Militare. La sua sede si trovava a ridosso della Città Universitaria e della Stazione Termini, nel Palazzo Aeronautica inaugurato nel 1931.
Il Governo De Gasperi III, col decreto nº 17 del capo provvisorio dello stato del 4 febbraio 1947, ne dispose l'accorpamento insieme al Ministero della guerra e al Ministero della marina militare nel nuovo Ministero della difesa.

## Ministero dell'Africa Italiana
Istituito col Regio Decreto n. 431 dell'8 aprile 1937, dopo la nascita dell'Africa Orientale Italiana, dal Governo Mussolini assorbendo il Ministero delle colonie. Mantenne tale nome anche nella Repubblica. Venne soppresso con la legge n. 430 del 19 aprile 1953 dal Governo De Gasperi VII.

## Ministero dell'agricoltura
Istituito il 22 giugno 1916 per scorporo dal Ministero dell'agricoltura, dell'industria e del commercio, dal Governo Boselli. Viene soppresso il 5 luglio 1923 dal Governo Mussolini, per essere accorpato col Ministero del lavoro e della previdenza sociale, il Ministero dell'industria e del commercio e, appunto, il Ministero dell'agricoltura, nel nuovo Ministero dell'economia nazionale. Quest'ultimo verrà soppresso il 12 settembre 1929 e trasformato in Ministero dell'agricoltura e delle foreste, sempre dal Governo Mussolini.

## Ministero dell'agricoltura, dell'industria e del commercio
Storico ministero presente sin dall'Unità d'Italia nel 1861 nel Governo Cavour. Viene soppresso per un brevissimo periodo - dal 26 dicembre 1877 al 30 giugno 1878 - dal Governo Depretis II e ricostituito dal successivo Governo Cairoli I. Il 22 giugno 1916 viene diviso in Ministero dell'agricoltura e Ministero dell'industria, del commercio e del lavoro, da parte del Governo Boselli per le necessità belliche connesse al primo conflitto mondiale. Durante il Governo Mussolini avvengono varie trasformazioni: il 5 luglio 1923 viene istituito il Ministero dell'economia nazionale, accorpando il Ministero del lavoro e della previdenza sociale, il Ministero dell'industria e del commercio e il Ministero dell'agricoltura; il 12 settembre 1929 il Ministero dell'economia nazionale verrà soppresso e trasformato in Ministero dell'agricoltura e delle foreste; la parte afferente ai dicasteri dell'industria, del commercio e del lavoro verrà accorpata al Ministero delle corporazioni già istituito il 2 luglio 1926. Con la caduta del fascismo il Governo Badoglio I nel luglio 1943 sopprime il Ministero delle corporazioni e re-istituisce il Ministero del commercio e dell'industria, che nell'agosto 1943 vede modificata la denominazione in Ministero del commercio, dell'industria e del lavoro.

## Ministero dell'agricoltura e delle foreste
Istituito con il R.D. 27 settembre 1929, n. 1663, dal Governo Mussolini per la divisione delle attribuzioni del Ministero dell'economia nazionale, che furono ripartite tra il Ministero dell'agricoltura e delle foreste e il Ministero delle corporazioni. Fu soppresso nel 1993, per l'esito di un referendum che ne abrogava la legge d'istituzione: molte delle sue funzioni furono trasferite alle regioni, le rimanenti passarono all'attuale Ministero delle politiche agricole alimentari e forestali.

## Ministero dell'ambiente
Dopo il conferimento dell'incarico di ministro senza portafoglio, avvenuto nel 1973 col governo Rumor IV, il ministero dell'ambiente viene istituito dalla legge n. 349 dell'8 luglio 1986. Modifica la denominazione in Ministero dell'ambiente e della tutela del territorio nel 2001 (governo Berlusconi II), in attuazione della legge Bassanini di cui al d.lgs. 300/1999; nel 2006 (governo Prodi II) muta ancora in Ministero dell'ambiente e della tutela del territorio e del mare.

## Ministero dell'ambiente e delle aree urbane
Il Ministero dell'ambiente e delle aree urbane, poi sostituito dal Ministero dell'ambiente e della tutela del territorio e del mare, ha visto al suo vertice dal 1º maggio 1993 Francesco Rutelli e sostituito, poiché dimissionario, dopo soli tre giorni da Valdo Spini.

## Ministero dell'ambiente e della tutela del territorio e del mare
Il Ministero dell'ambiente e della tutela del territorio e del mare, noto con l'acronimo MATTM, è stato l'organo del Governo Italiano preposto all'attuazione della politica ambientale. Il governo Draghi, in carica dal 13 febbraio 2021, lo ha ridenominato Ministero della transizione ecologica, attribuendo al dicastero anche competenze in materia energetica, precedentemente proprie del Ministero dello sviluppo economico.

## Ministero degli approvvigionamenti e consumi alimentari
Istituito il 22 maggio 1918, viene soppresso il 23 giugno 1919, sempre dal Governo Orlando, per le necessità connesse con la prima guerra mondiale e il dopoguerra.

## Ministero delle armi e munizioni
Istituito il 16 giugno 1917 dal Governo Boselli per le necessità della prima guerra mondiale. Venne soppresso il 15 settembre 1918 dal successivo Governo Orlando, per essere assorbito dal neo costituito in pari data Ministero Armi e Trasporti, a sua volta soppresso il 24 novembre 1918, sempre dal medesimo governo.

## Ministero dell'assistenza militare e pensioni di guerra
Istituito il 1º novembre 1917 dal Governo Boselli per le necessità della prima guerra mondiale. Venne soppresso il 25 settembre 1919 dal Governo Nitti I.

## Ministero dell'assistenza postbellica
Istituito nel 1945, soppresso nel 1947.

## Ministero per i beni culturali e ambientali
Istituito nel 1974 dal Governo Moro IV, dal 1998 col Governo Prodi I prende il nome di Ministero per i beni e le attività culturali. Viene confermato dalla legge Bassanini. Assume poi la denominazione di Ministero dei beni e delle attività culturali e del turismo.

## Ministero del bilancio e della programmazione economica
Istituito nel 1947 dal Governo De Gasperi III e soppresso nel 1996 dal Governo Prodi I, per accorpamento con il dicastero del Tesoro, con il nome di Ministero del Tesoro, del Bilancio e della Programmazione Economica. Per effetto della legge Bassanini, nel 2001 (governo Berlusconi II) è accorpato con gli altri Ministeri economici per formare il Ministero dell'economia e delle finanze.

## Ministero delle colonie
Istituito il 6 luglio 1912 dal Governo Giolitti IV come ministero delle colonie. Col Regio Decreto n. 431 dell'8 aprile 1937 cambiò nome in Ministero dell'Africa Italiana dal Governo Mussolini.

## Ministero del commercio con l'estero
Accorpato nel Ministero dello sviluppo economico.

## Ministero del commercio internazionale
Istituito come Ministero del commercio con l'estero, muta denominazione nel 2006 col Governo Prodi II. Dal 2008 viene accorpato nel Ministero dello sviluppo economico.

## Ministero delle comunicazioni
Istituito una prima volta nel 1924 dal Governo Mussolini in sostituzione del Ministero delle poste e telegrafi, con decreto luogotenenziale del 12 dicembre 1944, n. 413, il Governo Bonomi III ripartì il Ministero delle comunicazioni in due distinti dicasteri: Ministero dei trasporti e Ministero poste e telecomunicazioni. Il Ministero delle comunicazioni venne, poi, ricreato con la legge n. 249 del 31 luglio 1997, dal Governo Prodi I e soppresso nel 2008, quando a partire dal Governo Berlusconi IV, venne assorbito dal Ministero dello sviluppo economico.

## Ministero per il Coordinamento della Protezione Civile
Oggi Dipartimento della Protezione Civile, parte della Presidenza del Consiglio dei ministri.

## Ministero delle corporazioni
Istituito con RD 2 luglio 1926, n. 1131 dal Governo Mussolini, il 27 settembre 1929, con RD n. 1663, accorpa alcune funzioni del Ministero dell'economia nazionale, soppresso col R.D. 12 settembre 1929, n. 1661. In luogo del dicastero dell'economia nazionale nacque il Ministero dell'agricoltura e delle foreste, e le competenze afferenti al lavoro, commercio ed industria passarono al Ministero delle corporazioni. Con la caduta del Fascismo vennero soppressi vari istituti e denominazioni che lo ricordavano. Pertanto, con R.D. 9 agosto 1943, n. 718 la denominazione del Ministero delle corporazioni fu mutata, dal Governo Badoglio I, in quella di Ministero dell'industria, del commercio e del lavoro.
Aveva sede nel Palazzo Piacentini, in via Veneto, successivamente divenuto sede del Ministero dell'Industria (dal 2008 ristrutturato e ri-denominato in Ministero dello sviluppo economico).

## Ministero della cultura popolare
Istituito il 22 marzo 1937, dal Governo Mussolini, venne soppresso il 22 aprile 1944 dal Governo Badoglio II.

## Ministero dell'economia nazionale
Istituito nel 1922 dal Governo Mussolini accorpando il Ministero del lavoro e della previdenza sociale con il Ministero dell'Industria e del Commercio, soppresso successivamente con R.D. 27 settembre 1929, n. 1663, le sue attribuzioni furono ripartite tra il Ministero dell'agricoltura e delle foreste e il Ministero delle corporazioni, già istituito nel 1926.

## Ministero dell'educazione nazionale
Istituito il 12 settembre 1929 dal Governo Mussolini, per modifica della denominazione del Ministero della pubblica istruzione, ritornata tale dopo la caduta del Governo Mussolini, con regio decreto del 29 maggio 1944, n. 142, da parte del Governo Badoglio II.

## Ministero delle finanze
Storico Ministero presente sin dall'Unità d'Italia nel 1861 col Governo Cavour, nel 2001 venne accorpato, per effetto della legge Bassanini, al Ministero dell'economia e delle finanze.

## Ministero di grazia e giustizia
Storico dicastero presente sin dal 1861, dall'Unità d'Italia, nel Governo Cavour, con la denominazione Ministero di grazia, giustizia e affari ecclesiastici. Nel 1862 col Governo Rattazzi I modifica lievemente la denominazione in Ministero di grazia, giustizia e culti. Nel 1920 col Governo Nitti II prende il nome di Ministero della giustizia e degli affari di culto. Dal 20 luglio 1932 prende il nome di Ministero di grazia e giustizia, per trasferimento della Direzione generale degli affari del culto, competente per i rapporti con le confessioni religiose al Ministero dell'interno, per prendere quello attuale di Ministero della giustizia, in ottemperanza alla legge Bassanini.

## Ministero della guerra
Storico ministero presente sin dall'Unità d'Italia dal 1861 nel Governo Cavour. Il Governo De Gasperi III col Decreto del Capo Provvisorio dello Stato 4 febbraio 1947, n. 17 ne dispose l'accorpamento insieme al Ministero dell'aeronautica e al Ministero della marina nel nuovo Ministero della difesa.

## Ministero dell'industria, del commercio e del lavoro
Istituito il 22 giugno 1916, dal 3 giugno 1920 prende il nome di Ministero dell'industria e del commercio, e la componente lavoro viene eretta nel Ministero del lavoro e della previdenza sociale. Entrambi il 5 luglio 1923 vengono soppressi per essere accorpati nel neo istituito Ministero dell'economia nazionale, che accorpa anche il Ministero dell'agricoltura. Il ministero dell'economia nazionale verrà soppresso il 12 settembre 1929 e trasformato in Ministero dell'agricoltura e delle foreste, e la componente relativa a industria, commercio e lavoro accorpata al Ministero delle corporazioni, già istituito nel 1926. Con il R.D. 9 agosto 1943, n. 718 il Ministero dell'industria, del commercio e del lavoro, viene ricostituito per modifica della denominazione del Ministero delle corporazioni in quella appunto di Ministero dell'industria, del commercio e del lavoro, dal Governo Badoglio I per via della politica di defascistizzazione dello Stato. Con D.Lgt. 21 giugno 1945, n. 377, sotto il Governo Parri, il dicastero venne ripartito in due distinti Ministeri e cioè nel Ministero dell'industria e del commercio e nel Ministero del lavoro e della previdenza sociale. Con D.Lgt. 10 agosto 1945, n. 474 si è provveduto a distribuire le attribuzioni fra i due citati Ministeri.

## Ministero dell'industria e dell'artigianato
Oggi parte del Ministero dello sviluppo economico.

## Ministero delle infrastrutture
Istituito nel 2006 dal Governo Prodi II, per scorporo dal Ministero delle infrastrutture e dei trasporti, fino al 2008. In tale anno col Governo Berlusconi IV viene nuovamente riaccorpato al Ministero delle infrastrutture e dei trasporti, in ottemperanza alla finanziaria per il 2008.

## Ministero dell'Italia occupata
Istituito nel 1944, soppresso nel 1947.

## Ministero del lavoro e della previdenza sociale
Istituito il 3 giugno 1920 per scorporo dal Ministero dell'industria, del commercio e del lavoro, dal Governo Nitti II, viene accorpato il 5 luglio 1923 col Ministero dell'industria e del commercio e col Ministero dell'agricoltura nel Ministero dell'economia nazionale. Quest'ultimo il 12 settembre 1929 verrà soppresso e diviso nuovamente in Ministero dell'agricoltura e delle foreste e Ministero delle corporazioni già istituito dal 1926. Successivamente quest'ultimo prende il nome di Ministero dell'industria e del commercio, la cui denominazione viene modificata con R.D. 9 agosto 1943, n. 718, in Ministero dell'industria, del commercio e del lavoro. Col decreto luogotenenziale del 21 giugno 1945, n. 377, il Ministero dell'industria, del commercio e del lavoro fu ripartito in Ministero dell'industria e del commercio e Ministero del lavoro e della previdenza sociale. Con la Riforma Bassanini del D. Lgs. n. 300/1999 attuata nel 2001 venne accorpato nel neo istituito Ministero del lavoro e delle politiche sociali, dal Governo Berlusconi II. Nel 2006 col Governo Prodi II, tuttavia viene ricostituito il Ministero del lavoro e della previdenza sociale, per scorporo del neo istituito Ministero della solidarietà sociale. Entrambi vengono nuovamente soppressi con la Finanziaria per il 2008, Legge n. 244/2007, e accorpati nel Ministero del lavoro, della salute e delle politiche sociali, attuata dal Governo Berlusconi IV nel 2008.

## Ministero del lavoro, della salute e delle politiche sociali
Istituito dalla riforma Bassanini, con decorrenza dal 2001, viene in realtà diviso in due dicasteri, prima che possa iniziare a operare, da parte del Governo Berlusconi II nel: Ministero della salute e nel Ministero del lavoro e delle politiche sociali. Con la legge n. 244/2007, il Governo Prodi II decide di re-istitutire il Ministero del lavoro, della salute e delle politiche sociali, a far data dalla legislatura successiva. Nel 2008, con la nuova legislatura il Governo Berlusconi IV attua tale norma e istituisce il Ministero del lavoro, della salute e delle politiche sociali, accorpando il Ministero del lavoro e della previdenza sociale, il Ministero della solidarietà sociale e il Ministero della salute. Dopo poco più di un anno il dicastero viene nuovamente diviso con la legge n. 179/2009 nelle due componenti: Ministero del lavoro e delle politiche sociali e Ministero della salute, sopprimendo il Ministero del lavoro, della salute e delle politiche sociali.

## Ministero dei lavori pubblici
Storico ministero presente sin dall'Unità d'Italia nel 1861 nel Governo Cavour. Nel 2001, per effetto della legge Bassanini, viene accorpato nel nuovo Ministero delle infrastrutture e dei trasporti, mentre una parte del dicastero venne trasferita al Ministero dell'ambiente e della tutela del territorio.

## Ministero della marina
Storico ministero presente sin dall'Unità d'Italia nel 1861 col Governo Cavour. Si occupava della Marina militare e di quella mercantile. Il Governo De Gasperi III col Decreto del Capo Provvisorio dello Stato 4 febbraio 1947, n. 17 ne dispose l'accorpamento insieme al Ministero della guerra e al Ministero dell'aeronautica nel nuovo Ministero della difesa.

## Ministero della marina mercantile
Istituito il 13 luglio 1946 con decreto del Capo Provvisorio dello Stato, dal Governo De Gasperi II, per cui è nominato ministro Salvatore Aldisio; l'anno successivo viene dotato di una sua bandiera, ossia il tricolore italiano sormontato dall'emblema della marina mercantile. Con la legge n. 537 del 1993 viene accorpato dal Governo Ciampi al Ministero dei trasporti, che muta la denominazione in Ministero dei trasporti e della navigazione; questo, a sua volta, nel 2001 è accorpato al Ministero delle infrastrutture e dei trasporti, per effetto della legge Bassanini. Durante il governo Prodi II, con decreto-legge, questo fu separato in Ministero delle infrastrutture e Ministero dei trasporti. Il governo Berlusconi IV è poi intervenuto a riunirli nel precedente con altro decreto-legge.

## Ministero delle partecipazioni statali
Istituito il 22 dicembre 1956. Fu soppresso nel 1993, per l'esito di un referendum che ne abrogava la legge d'istituzione: le sue competenze passarono all'allora Ministero del tesoro, poi confluito nel Ministero dell'economia e delle finanze.

## Ministero delle poste e telegrafi
Istituito il 10 marzo 1889 dal Governo Crispi II. Il Governo Mussolini modificò la denominazione del dicastero il 30 aprile 1924 in Ministero delle comunicazioni.

## Ministero delle poste e delle telecomunicazioni
Istituito con decreto luogotenenziale del 12 dicembre 1944, n. 413, per scissione del Ministero delle comunicazioni in due distinti dicasteri: 'Trasporti' e 'Poste e telecomunicazioni'. Il dicastero rimprende le competenze del vecchio Ministero delle poste e telegrafi, da cui nasceva il Ministero delle comunicazioni nel 1929. Il Ministero delle poste e delle telecomunicazioni rimane istituito fino agli anni novanta, quando parte delle competenze ministeriali vengono gestite autonomamente dalle Poste Italiane in qualità di società per azioni, secondo la legge n. 71 del 29 gennaio 1994. In seguito alla liberalizzazione delle telecomunicazioni (con la legge n. 58 del 29 gennaio 1992) e la creazione della società Telecom Italia S.p.A., due anni dopo, il Ministero viene riorganizzato, con l'istituzione dell'Autorità per le Garanzie nelle Comunicazioni. Con la legge n. 249 del 31 luglio 1997 viene assunta la nuova denominazione di Ministero delle comunicazioni. Dal 2008 viene accorpato al Ministero dello sviluppo economico.
Sotto il suo controllo era l'Escopost/Escoradio, il reparto di controllo delle emissioni radioelettriche (da non confondere con la Polizia Postale, che dipende dalla Polizia di Stato).

## Ministero della produzione bellica
Istituito il 6 febbraio 1943 dal Governo Mussolini per le necessità della seconda guerra mondiale. Viene soppresso il 27 gennaio 1944 dal Governo Badoglio I.

## Ministero della pubblica istruzione
Storico dicastero presente sin dall'Unità d'Italia del 1861 nel Governo Cavour. Dal 1929 col Governo Mussolini, al 1944 muta denominazione in Ministero dell'educazione nazionale. Nel 2001 viene accorpato col Ministero dell'università e la ricerca per essere scisso nel 2006 col Governo Prodi II. Nel 2008 fu accorpato nuovamente nel Ministero dell'istruzione, dell'università e della ricerca col Governo Berlusconi IV.
Dal Governo Conte II torna ad essere dicastero indipendente.
Nel Governo Meloni ha assunto il titolo di Ministero dell'istruzione e del merito

## Ministero della sanità
Istituito nel 1958 per scorporo dal Ministero dell'interno, col Governo Fanfani II, dopo una prima soppressione nel 2001, in attuazione della legge Bassanini, venne re-istituito dal Governo Berlusconi II col nuovo nome di Ministero della salute. Accorpato per il periodo 8 maggio 2008 - 13 dicembre 2009 nel Ministero del lavoro, della salute e delle politiche sociali, il Ministero della salute viene re-istituito con la legge n. 179/2009, con la soppressione del predetto dicastero. Oramai pressoché svuotato di molte competenze per l'avvenuto trasferimento sin dagli anni settanta alle regioni, con la riforma del titolo V della parte II della Costituzione, mantiene un ruolo di rappresentanza a livello comunitario e internazionale (Organizzazione mondiale della sanità, Unione europea) e coordinamento del Servizio sanitario nazionale gestito dalle Regioni.

## Ministero per gli scambi e le valute
Istituito nel 1935 con l'autarchia, aveva competenza in materia di cambi, pagamenti all'estero, valute, polizia valutaria, commercio con l'oro, rapporti economici all'estero, dogale e la vigilanza di alcuni istituti pubblici. Il ministero scomparve con la fine della guerra, trasferendo le proprie competenze al Ministero delle finanze e al Ministero dell'industria, del commercio e del lavoro.

## Ministero della solidarietà sociale
Istituito come Ministero con portafoglio nel 2006 dal Governo Prodi II, dal 2008 è accorpato nel Ministero del lavoro, della salute e delle politiche sociali.

## Ministero per le terre liberate dal nemico
Istituito con Regio Decreto 19 gennaio 1919, n. 41 dal Governo Orlando, aveva sede a Treviso e sostituiva l'Alto commissariato per i profughi di guerra.
Aveva il compito di dirigere e coordinare le attività di tutte le amministrazioni pubbliche dei territori annessi all'Italia dopo la prima guerra mondiale riguardo alla ricostruzione del sistema economico e produttivo. Inoltre gli viene assegnato il compito di provvedere alla soluzione del problema dei 630 000 profughi di guerra emigrati dalle aree coinvolte dal conflitto, fornendo loro assistenza economica e sistemazioni di fortuna presso padiglioni Docker. Questa attività, a partire dal 1º agosto 1920, è stata affidata alle Congregazioni di carità e a istituzioni territoriali di beneficenza.
Successivamente sarà l'organo preposto al risarcimento dei danni di guerra subiti dai cittadini dei territori acquisiti e alla ricostruzione/riparazione delle opere pubbliche. Inoltre provvederà al trasferimento e alla collocazione di impiegati e funzionari statali provenienti da altre parti d'Italia (o richiamati appositamente in servizio) presso i costituendi enti pubblici dei territori conquistati, afflitte da carenza di personale tecnico-amministrativo. Infine, dovrà introdurre l'uso della lingua italiana nella stesura e nella redazione di tutti gli atti pubblici.

## Ministero del tesoro
Istituito nel 1877 dal Governo Depretis II, il Ministero del tesoro ha conosciuto alterne fortune: venne soppresso nel 1922 per tutto il Governo Mussolini; ricostituito nel 1944 venne soppresso per un brevissimo periodo nel 1947 per essere definitivamente accorpato nel 2001 nel Ministero dell'economia e delle finanze, in seguito alla legge Bassanini, dal Governo Berlusconi II.

## Ministero del tesoro, del bilancio e della programmazione economica
Istituito nel 1997 col Governo Prodi I per volontà dell'allora ministro Carlo Azeglio Ciampi. Era il risultato della fusione tra i due dicasteri. Dal 2001 è parte del Ministero dell'economia e delle finanze.

## Ministero dei trasporti
Istituito nel 1944 col decreto luogotenenziale del 12 dicembre 1944, n. 413, dal Governo Bonomi III dalla ripartizione del Ministero delle comunicazioni in due distinti dicasteri: Ministero dei trasporti e Ministero delle poste e telegrafi. Nel 1963 venne aggiunta la competenza sull'aviazione civile, con conseguente modifica del nome in Ministero dei trasporti e dell'aviazione civile, per perderla nel 1974 col Governo Moro IV. Nel 1996 il dicastero col Governo Prodi I accorpa le competenze della Marina mercantile e cambia denominazione in Ministero dei trasporti e della navigazione. Con la legge Bassanini viene accorpato nel Ministero delle infrastrutture e dei trasporti a partire dal Governo Berlusconi II del 2001. Nel 2006 venne momentaneamente ricostituito durante il Governo Prodi II, per essere nel 2008 col Governo Berlusconi IV nuovamente accorpato al predetto Ministero delle infrastrutture e dei trasporti.

## Ministero dei trasporti marittimi e ferroviari
Istituito il 22 giugno 1916 dal Governo Boselli per le necessità della prima guerra mondiale, venne soppresso il 21 marzo 1920 dal Governo Nitti I, e le competenze sono assorbite dal Ministero dell'industria, del commercio e del lavoro per le competenze sui trasporti marittimi, mentre la direzione delle ferrovie viene accorpata al Ministero dei lavori pubblici.

## Ministero del turismo e dello spettacolo
Istituito il 31 luglio 1959 dal Governo Segni II. Fu soppresso nel 1993, per l'esito di un referendum che ne abrogava la legge d'istituzione. Fino a poco tempo fa le competenze appartenevano in buona parte al Ministero per i beni e le attività culturali. Da poco è risorto come Ministero a sé stante.
Aveva anche competenze sullo sport passate prima al predetto Ministero per i beni e le attività culturali, poi nel 2006 al Dipartimento dello sport della Presidenza del Consiglio per essere assorbite dalla stessa dal 2008 ove è presente come Dipartimento per lo sviluppo e la competitività del turismo. Dal maggio 2009 al novembre 2011 il Dipartimento è stato retto non più da un sottosegretario di Stato, bensì da un ministro senza portafoglio, pur sempre presso la Presidenza del Consiglio dei ministri.